# سوء التغذية في زيمبابوي
تعاني زيمبابوي، وهي بلد في أفريقيا الجنوبية، من سوء التغذية على نطاق واسع والأمراض، مثل فيروس إيدز، سل، ملاريا. «واحد من كل أربعة أشخاص يعاني من سوء التغذية» في أفريقيا، لكن زمبابوي تقترب من النهاية الساحقة حيث يعاني ما يقرب من 12000 طفل من سوء التغذية الحاد (تيرنر 8). يعاني الزيمبابويون من نقص الغذاء، والقوت، وتسييس الغذاء، ولكن يمكن حل ذلك من خلال إغناء الأغذية الأساسية، وحل المشاكل السياسية في زمبابوي، واستمرار المعونة من منظمة غير حكومية.